# Bowling Green (Florida)
Bowling Green es una ciudad ubicada en el condado de Hardee en el estado estadounidense de Florida. En el Censo de 2010 tenía una población de 2.930 habitantes y una densidad poblacional de 895 personas por km².

## Geografía
Bowling Green se encuentra ubicada en las coordenadas 27°38′16″N 81°49′29″O / 27.63778, -81.82472. Según la Oficina del Censo de los Estados Unidos, Bowling Green tiene una superficie total de 3.27 km², de la cual 3.27 km² corresponden a tierra firme y (0.08%) 0 km² es agua.

## Demografía
Según el censo de 2010, había 2.930 personas residiendo en Bowling Green. La densidad de población era de 895 hab./km². De los 2.930 habitantes, Bowling Green estaba compuesto por el 63.34% blancos, el 10.48% eran afroamericanos, el 0.51% eran amerindios, el 0.51% eran asiáticos, el 0.03% eran isleños del Pacífico, el 22.87% eran de otras razas y el 2.25% pertenecían a dos o más razas. Del total de la población el 58.36% eran hispanos o latinos de cualquier raza.